# John Witherspoon
John "Pops" Witherspoon, nascido John Weatherspoon (Detroit, 27 de janeiro de 1942 — Sherman Oaks, 29 de outubro de 2019) foi um ator, músico, dublador e comediante norte-americano. Com vários papéis cômicos em filmes e programas de televisão, Witherspoon é conhecido, principalmente, por interpretar Willie Jones na série de filmes Friday, John "Pops" Williams no seriado The Wayans Bros e Robert "Vovô" Freeman na série de animação The Boondocks.

## Biografia
John Weatherspoon nasceu em 27 de janeiro de 1942, em Detroit, Michigan. Mais tarde, ele mudou seu sobrenome para "Witherspoon". Witherspoon foi um dos 11 irmãos. Seu irmão mais velho, William, tornou-se compositor da Motown, com quem escreveu a letra do single de sucesso "What Becomes of the Brokenhearted" (1966). Outro irmão, Cato, foi diretor de longa data da PBS-TV Network / CH56 em Detroit por quase quatro décadas.[carece de fontes?] Sua irmã, Gertrude Stacks, é um pastora evangelista de uma igreja pentecostal em Detroit.[carece de fontes?]
Witherspoon tinha uma paixão pela música e aprendeu a tocar trompete e trompa.

## Carreira
Witherspoon trabalhava ocasionalmente como modelo. Durante as décadas de 60 e 70, ele começou a gostar da comédia. Durante esse tempo, ele iniciou sua carreira na stand-up comedy. Como resultado, ele tinha muitos amigos no negócio, incluindo Tim Reid (enquanto trabalhava no WKRP in Cincinnati e The Richard Pryor Show), Robin Williams (também no Richard Pryor Show), Jay Leno e David Letterman.
Witherspoon já atuou em muitos filmes (geralmente comédias), incluindo Friday (e sua sequências Next Friday e Friday After Next), bem como Vampire in Brooklyn, The Meteor Man, Soul Plane, The Ladies Man, Little Nicky.
Witherspoon também era conhecido por seus personagens exagerados em filmes como House Party, no qual ele interpretou um vizinho irritado que é repetidamente acordado pelo barulho da festa. No filme Boomerang, com Eddie Murphy, onde ele interpreta o Sr. Jackson, o pai mal-educado do melhor amigo de Murphy.
Seu maior papel em uma série de televisão foi em The Wayans Bros. (1995-1999), que foi ao ar no The WB, e estrelada por Shawn e Marlon Wayans, que interpretaram os irmãos Shawn e Marlon Williams. Witherspoon interpretou o pai, John "Pops" Williams. Em 2007, Witherspoon interpretou um outro Pops no filme Little Man.
Ele participou da série de comédia The Tracy Morgan Show como Spoon em todos os 18 episódios do programa.
Em 2005, ele começou a estrelar a série animada de Aaron McGruder, The Boondocks, como Robert Jebediah "Vovô" Freeman, no Cartoon Network, durante quatro temporadas

### Videoclipes
Witherspoon apareceu em vários videoclipes na indústria da música. Em 2000, ele estava no videoclipe do single "I Just Wanna Love U (Give It 2 Me)" da estrela do hip-hop Jay-Z. Ele também estava no videoclipe de Field Mob para a música "Sick of Being Lonely". Outros musicais incluem "They Don't Dance No Mo", de Goodie Mob, e "Ain't Nobody", de LL Cool J.

### Showsde comédia
Witherspoon voltou às suas raízes na comédia e iniciou uma turnê que estreou na televisão em 28 de março de 2008 na Showtime Network. Em sua turnê de 2009, ele teve 19 paradas em todo o país. Em dezembro de 2011, Witherspoon apresentou seu ato de stand up comedy mais uma vez no palco do clube de comédia Funny Bone no Harrah's Casino em Tunica, Mississippi.

## Vida pessoal e morte
Em 1988, Witherspoon se casou com Angela Robinson. Eles têm dois filhos, John "JD" David e Alexander.[carece de fontes?] JD é conhecido por fazer esquetes e vídeos de jogabilidade no YouTube, e atualmente possui o programa de jogos para celular Confetti no Facebook Watch. David Letterman é o padrinho dos dois filhos de Witherspoon.[carece de fontes?]
Witherspoon faleceu repentinamente em sua casa, em 29 de outubro de 2019, aos 77 anos.
Diversas celebridades, incluindo Marlon Wayans, Samuel L. Jackson, Ice Cube, Chris Tucker, Magic Johnson e Cedric the Entertainer prestaram homenagens a Witherspoon em suas redes sociais.

## Filmografia

### Filmes
| Ano  | Filme                    | Papel                     |
| ---- | ------------------------ | ------------------------- |
| 1980 | The Jazz Singer          | M.C.                      |
| 1986 | Ratboy                   | Heavy                     |
| 1987 | Hollywood Shuffle        | Mr. Jones                 |
| 1988 | I'm Gonna Get You Sucka  | Reverend                  |
| 1988 | Bird                     | Sid                       |
| 1990 | House Party              | Sr. Strickland            |
| 1991 | Talkin Dirty After Dark  | Dukie                     |
| 1991 | The Five Heartbeats      | Wild Rudy                 |
| 1992 | Boomerang                | Mr. Jackson               |
| 1992 | Bébé's Kids              | Jogador de cartas         |
| 1993 | The Meteor Man           | Clarence James Carter III |
| 1993 | Fatal Instinct           | Detetive                  |
| 1994 | Murder Was the Case      | Bêbado #1                 |
| 1995 | Friday                   | Willie Jones              |
| 1995 | Vampire in Brooklyn      | Silas Green               |
| 1997 | Fakin' da Funk           | Bill                      |
| 1997 | Sprung                   | Detetive                  |
| 1998 | Bulworth                 | Reverendo Morris          |
| 1998 | I Got the Hook-Up        | Sr. Mimm                  |
| 1998 | High Freakquency         | Wes Thomas                |
| 1998 | Ride                     | Roscoe                    |
| 2000 | Next Friday              | Willie Jones              |
| 2000 | The Ladies Man           | Scrap Iron                |
| 2000 | Little Nicky             | Vendedor de rua           |
| 2001 | Dr. Dolittle 2           | Urso na jaula #2 (voz)    |
| 2002 | Friday After Next        | Willie Jones              |
| 2004 | Soul Plane               | Homem cego                |
| 2006 | Little Man               | Pops                      |
| 2007 | After Sex                | Gene                      |
| 2008 | The Super Rumble Mixshow |                           |
| 2008 | The Hustle               | Sr. Wikes                 |
| 2009 | Hopelessly in June       | Sr. Myers                 |
| 2011 | Chick Magnet             |                           |
| 2012 | A Thousand Words         | Homem cego                |
| 2019 | I Got the Hook-Up 2      | Sr. Mimm                  |
| 2019 | Reality Queen            | Joe The Plumber           |

### Televisão
| Year    | Título                                          | Papel                                             | Notas                                                             |
| ------- | ----------------------------------------------- | ------------------------------------------------- | ----------------------------------------------------------------- |
| 1977    | The Richard Pryor Show                          | Vários                                            | 2 episódios                                                       |
| 1978    | The Incredible Hulk                             | Tom                                               | Episódio: "Final Round"                                           |
| 1978    | What's Happening!!                              | D.J.                                              | Episódio: "Disco Dollar Disaster"                                 |
| 1979    | Good Times                                      | Oficial Lawson                                    | Episódio: "A Matter of Mothers"                                   |
| 1979    | Barnaby Jones                                   | Frank Wales                                       | Episódio: "School of Terror"                                      |
| 1982    | WKRP in Cincinnati                              | Detetive Davies                                   | Episódio: "Circumstantial Evidence"                               |
| 1982    | Hill Street Blues                               | Homem de negócios                                 | Episódio: "The Young, The Beautiful and the Degraded"             |
| 1986    | You Again?                                      | Osborne                                           | Episódio: "Good Neighbors"                                        |
| 1987    | 227                                             | Homem #2                                          | Episódio: "Low Noon"                                              |
| 1987    | What's Happening Now!!                          | Adam                                              | Episódio: "Family Life"                                           |
| 1987    | Frank's Place                                   | Ray Parrish                                       | Episódio: "Season's Greetings"                                    |
| 1988    | Amen                                            | Oficial de justiça                                | 2 episódios                                                       |
| 1990    | L.A. Law                                        | Mark Steadman                                     | Episódio: "On Your Honor"                                         |
| 1993    | Townsend Television                             |                                                   | 10 episódios                                                      |
| 1993    | Martin                                          | Tio Junior                                        | Episódio: "Thanks for Nothing"                                    |
| 1994    | The Fresh Prince of Bel-Air                     | Augustus Adams                                    | Episódio: "The Harder They Fall"                                  |
| 1995–99 | The Wayans Bros.                                | John "Pops" Williams                              | Elenco principal; 101 episódios                                   |
| 1996–97 | Waynehead                                       | Pai (voz)                                         | 3 episódios                                                       |
| 1997    | Living Single                                   | Smoke Eye Howard                                  | Episódio: "Three Men and a Buckeye"                               |
| 2000    | Happily Ever After: Fairy Tales for Every Child | Scofflaw (voz)                                    | Episódio: "The Prince and the Pauper"                             |
| 2003–04 | The Proud Family                                | Oran Jones (voz)                                  | 3 episódios                                                       |
| 2003–04 | The Tracy Morgan Show                           | Spoon                                             | Elenco principal; 18 episódios                                    |
| 2004    | Kim Possible                                    | Wayne, tio de Wade (voz)                          | Episódio: "Rewriting History"                                     |
| 2004    | Pryor Offenses                                  | Willie The Wino                                   | Telefilme                                                         |
| 2005    | Weekends at the D.L.                            | Michael Johnson                                   | Episódio: "1.14"                                                  |
| 2005–14 | The Boondocks                                   | Robert "Vovô" Freeman (voz) / Blind Man (voz)     | Elenco principal; 55 episódios                                    |
| 2006    | Thugaboo: A Miracle on D-Roc's Street           | Papai Noel (voz) / Cantor natalino no rádio (voz) | Telefilme                                                         |
| 2008    | The Super Rumble Mixshow                        |                                                   |                                                                   |
| 2011    | Tosh.0                                          | Passageiro do ônibus na secção de peidos          | Episódio: "Fart Bus Kid"                                          |
| 2012–15 | The First Family                                | Vovô Alvin                                        | Recorrente; 28 episódios                                          |
| 2013–15 | Randy Cunningham: 9th Grade Ninja               | S. Ward Smith (voz)                               | 3 episódios                                                       |
| 2014    | Anger Management                                | Will                                              | Episódio: "Charlie Tests His Power"                               |
| 2014–19 | Black Jesus                                     | Lloyd                                             | 31 episódios                                                      |
| 2014    | Black Dynamite                                  | (voz)                                             | Episódio: "The Warriors Come Out or The Mean Queens of Halloween" |
| 2016    | Black-ish                                       | James Brown                                       | 2 episódios                                                       |
| 2016    | Animals.                                        | Jimmy (voz)                                       | Episódio: "Squrriels Part I"                                      |
| 2017    | White Famous                                    | Limo Driver                                       | Episódio: "Pilot"                                                 |
| 2019    | The Jellies                                     | (voz)                                             | Episódio: "Doctor Pirates!"                                       |